# ATP Challenger Marburg
Das ATP Challenger Marburg (offizieller Name: „Marburg Open“) war ein 1999 erstmals ausgetragenes Tennisturnier in Marburg, das von 2006 bis 2009 Teil der ITF Future Tour und von 2010 bis 2018 Teil der ATP Challenger Tour war. Es wurde im Freien auf Sand ausgetragen. 2019 kehrte es zur Future Tour zurück.

## Liste der Sieger

### Einzel
| Jahr | Sieger               | Finalgegner           | Ergebnis       |
| ---- | -------------------- | --------------------- | -------------- |
| 2018 | Juan Ignacio Londero | Hugo Dellien          | 3:6, 7:5, 6:4  |
| 2017 | Filip Krajinović     | Cedrik-Marcel Stebe   | 6:2, 6:3       |
| 2016 | Jan Šátral           | Marco Trungelliti     | 6:2, 6:4       |
| 2015 | Íñigo Cervantes      | Nils Langer           | 2:6, 7:63, 6:3 |
| 2014 | Horacio Zeballos     | Thiemo de Bakker      | 3:6, 6:3, 6:3  |
| 2013 | Andrei Golubew       | Diego Schwartzman     | 6:1, 6:3       |
| 2012 | Jan Hájek            | Andreas Haider-Maurer | 6:2, 6:2       |
| 2011 | Björn Phau           | Jan Hájek             | 6:4, 2:6, 6:3  |
| 2010 | Simone Vagnozzi      | Ivo Minář             | 2:6, 6:3, 7:5  |

### Doppel
| Jahr | Sieger                                 | Finalgegner                          | Ergebnis         |
| ---- | -------------------------------------- | ------------------------------------ | ---------------- |
| 2018 | Fabrício Neis (2) David Vega Hernández | Henri Laaksonen Luca Margaroli       | 4:6, 6:4, [10:8] |
| 2017 | Máximo González Fabrício Neis (1)      | Rameez Junaid Ruan Roelofse          | 6:3, 7:64        |
| 2016 | Jamie Cerretani Philipp Oswald         | Miguel Ángel Reyes Varela Max Schnur | 6:3, 6:2         |
| 2015 | Wesley Koolhof Matwé Middelkoop        | Tobias Kamke Simon Stadler           | 6:1, 7:5         |
| 2014 | Jaroslav Pospíšil Franko Škugor        | Diego Schwartzman Horacio Zeballos   | 6:4, 6:4         |
| 2013 | Andrei Golubew Jewgeni Koroljow        | Jesse Huta Galung Jordan Kerr        | 6:3, 1:6, [10:6] |
| 2012 | Mateusz Kowalczyk David Škoch          | Denis Mazukewitsch Mischa Zverev     | 6:2, 6:1         |
| 2011 | Martin Emmrich Björn Phau              | Federico Delbonis Horacio Zeballos   | 7:63, 6:2        |
| 2010 | Matthias Bachinger Denis Gremelmayr    | Guillermo Olaso Grega Žemlja         | 6:4, 6:4         |